# Tschurjumow-Gerassimenko
Tschurjumow-Gerassimenko (dt.), offizieller Name 67P/Churyumov-Gerasimenko (englische Transkription von russisch Чурюмов-Герасименко), von Forschern und seit Mitte 2014 auch von den Medien oft Tschuri (englisch Chury) genannt, ist ein kurzperiodischer Komet. Er ist der erste Komet, den eine Raumsonde begleitet hat (2014–2016, Rosetta), und der erste, auf dem ein Lander niederging (am 12. November 2014, Philae). Die Ergebnisse der Mission sind in vieler Hinsicht überraschend, insbesondere die unregelmäßige Gestalt, die hohe mittlere Dichte und die abwechslungsreichen Strukturen der Oberfläche: felshartes Eis mit hohem mineralischen Anteil, fast durchweg bedeckt mit Schotter und lockerem, zum Teil polymerem organischem Material.

## Entdeckung
Der Komet wurde 1969 am Institut für Astrophysik von Alma-Ata von Klym Tschurjumow entdeckt, als er eine Fotoplatte untersuchte, die von Swetlana Gerassimenko am 11. September 1969 zwecks Erforschung des Kometen Comas Solà belichtet worden war. Sie fand am Rand der Platte ein kometenähnliches Objekt und nahm an, dass es sich um Comas Solà handele. Nach ihrer Rückkehr nach Kiew wurden alle Fotoplatten genau untersucht. Am 22. Oktober entdeckte man, dass das Objekt nicht der fragliche Komet sein konnte, da seine Position um mehr als 1,8° von der erwarteten abwich. Eine genauere Untersuchung deckte ein schwaches Abbild von Comas Solà an der richtigen Stelle auf, was bewies, dass das von Tschurjumow erkannte Objekt ein neu entdeckter Komet war.

## Umlaufbahn
Tschurjumow-Gerassimenko gehört zur Jupiter-Familie kurzperiodischer Kometen und teilt deren Schicksal, durch Bahnstörungen innerhalb historischer Zeitspannen entweder aus dem Sonnensystem oder zur Sonne geschleudert zu werden oder den Riesenplaneten selbst zu treffen. Wann der ursprünglich langperiodische Komet unter Jupiters Kontrolle geriet, ist unbekannt, da die Unsicherheit des Bahnverlaufs mit jeder engen Begegnung stark zunimmt. 1840 änderte sich die Perihel-Distanz seiner Bahn von ungefähr vier AE (zu kalt für eine sichtbare Koma) auf drei AE und bis 1959 langsam auf 2,77 AE. Die Begegnung 1959 senkte das Perihel auf 1,29 AE, das heute bei 1,24 AE liegt.

## Beobachtung mit Hubble

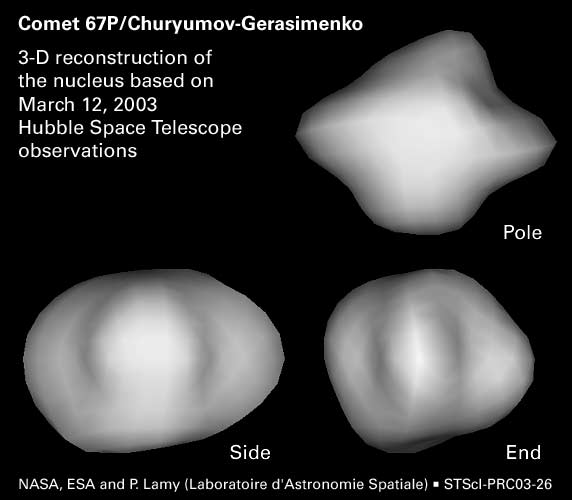
Rekonstruktion basierend auf Beobachtungen des Hubble-Weltraumteleskops von 2003

In Vorbereitung für die Rosetta-Mission wurden am 11. und 12. März 2003 mit dem Hubble Space Telescope über 21 Stunden 61 Bilder des Kometen aufgenommen. Es ergab sich eine Rotationsperiode von etwa 12 Stunden und eine längliche, unregelmäßige Form mit Durchmessern von etwa 3 km bzw. 5 km. Zuvor wurde ein Durchmesser von bis zu 6 km befürchtet, was eine sanfte Landung auf dem Kometen erschwert hätte. Er hat etwa die dreifache Größe des ursprünglichen, nicht mehr erreichbaren Rosetta-Missionsziels 46P/Wirtanen.

## Beobachtung mit Rosetta

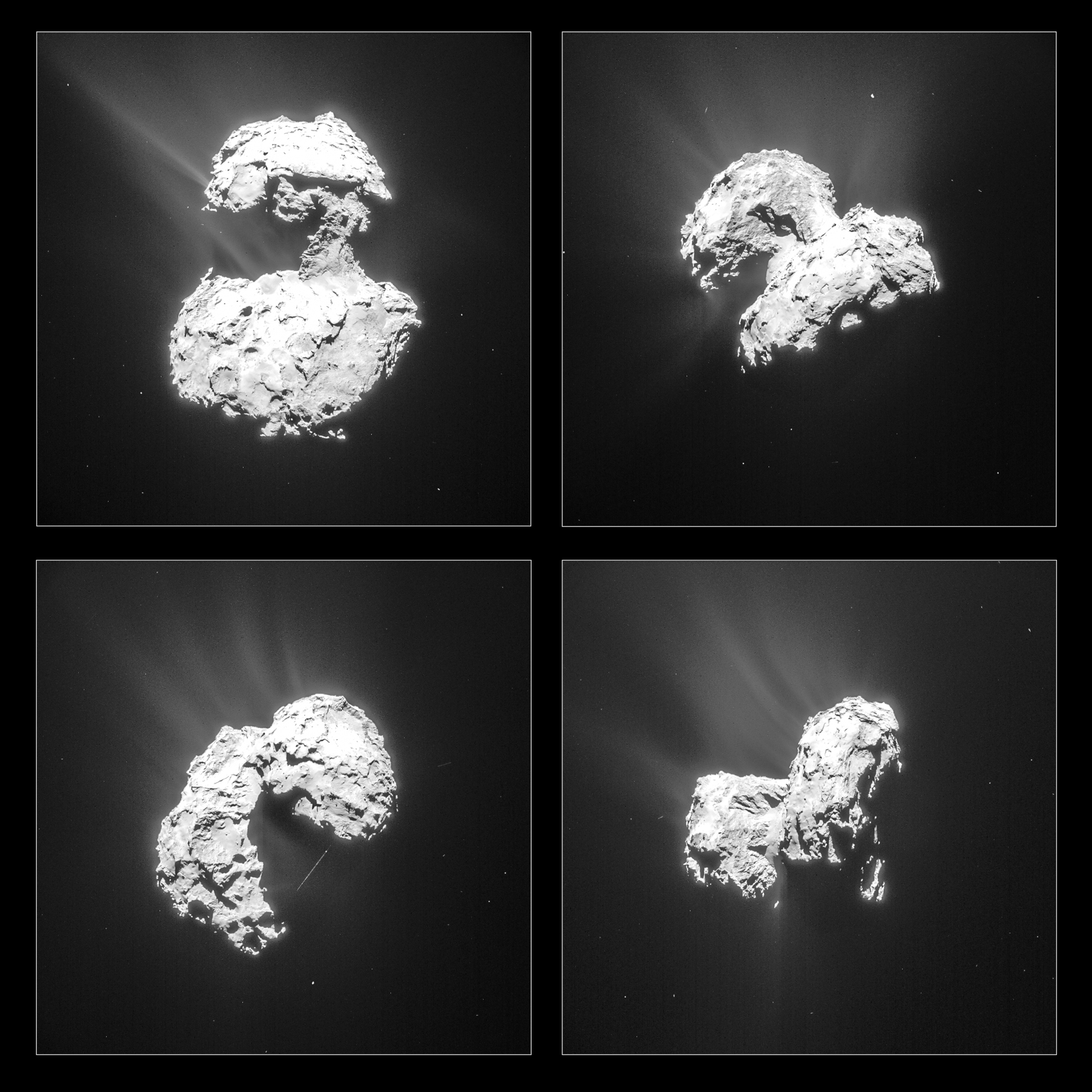
Zunehmende Aktivität Ende Februar 2015

Die ungewöhnliche Form des Kometen kann bedeuten, dass er aus zwei Körpern zusammengesetzt ist, die vor 4,5 Milliarden Jahren mit geringer Geschwindigkeit zusammengestoßen sind, oder dass der Masseverlust auf die „Halsregion“ konzentriert war. Die Form des Kometen erinnert an eine Badeente – selbst in wissenschaftlichen Veröffentlichungen wird auf „Rumpf“, „Kopf“ und „Nacken“ des Kometen Bezug genommen. Für genauere Ortsangaben sind 19 Regionen definiert und altägyptisch benannt, meist nach Gottheiten.
| Region benannt nach | Merk- mal       |
| ------------------- | --------------- |
| Mafdet              | felsartig       |
| Bastet              | felsartig       |
| Selqet              | felsartig       |
| Hathor              | felsartig       |
| Anuket              | felsartig       |
| Chepre              | felsartig       |
| Aker                | felsartig       |
| Atum                | felsartig       |
| Apis                | felsartig       |
| Hapi                | glatt           |
| Imhotep             | glatt           |
| Anubis              | glatt           |
| Ma'at               | staub- bedeckt  |
| Asch                | staub- bedeckt  |
| Babi                | staub- bedeckt  |
| Hatmehit            | große Senke     |
| Nut                 | große Senke     |
| Aton                | große Senke     |
| Seth                | löchrig, spröde |

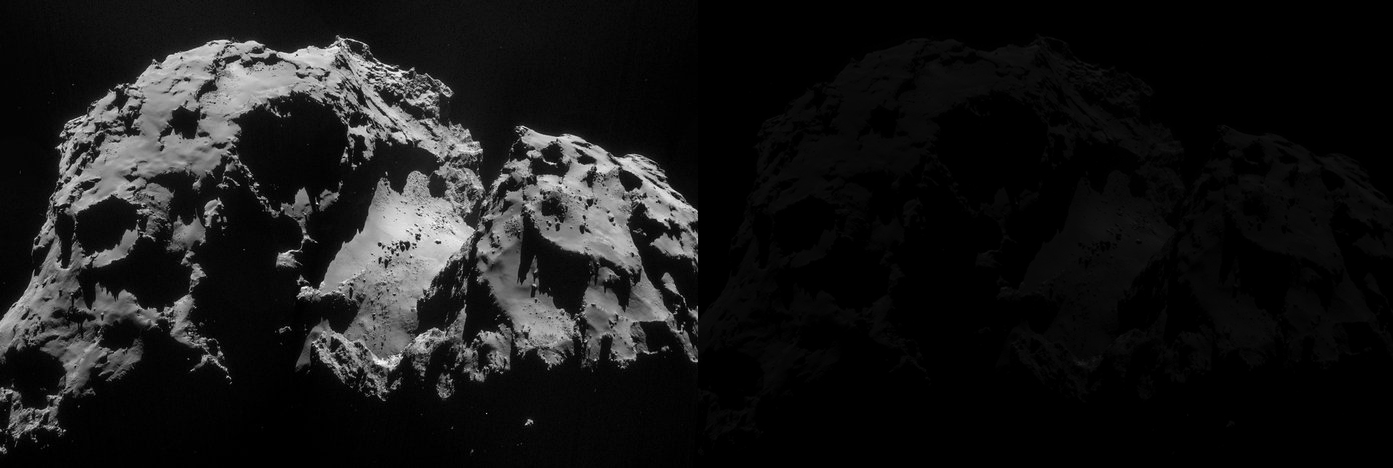
Wegen der Albedo von etwa 0,05 (etwa wie Holzkohle) wurden die Bilder aufgehellt. Mosaik aus 4 Aufnahmen der Navigationskamera (NAVCAM) September 2014, 28,5 km Entfernung.

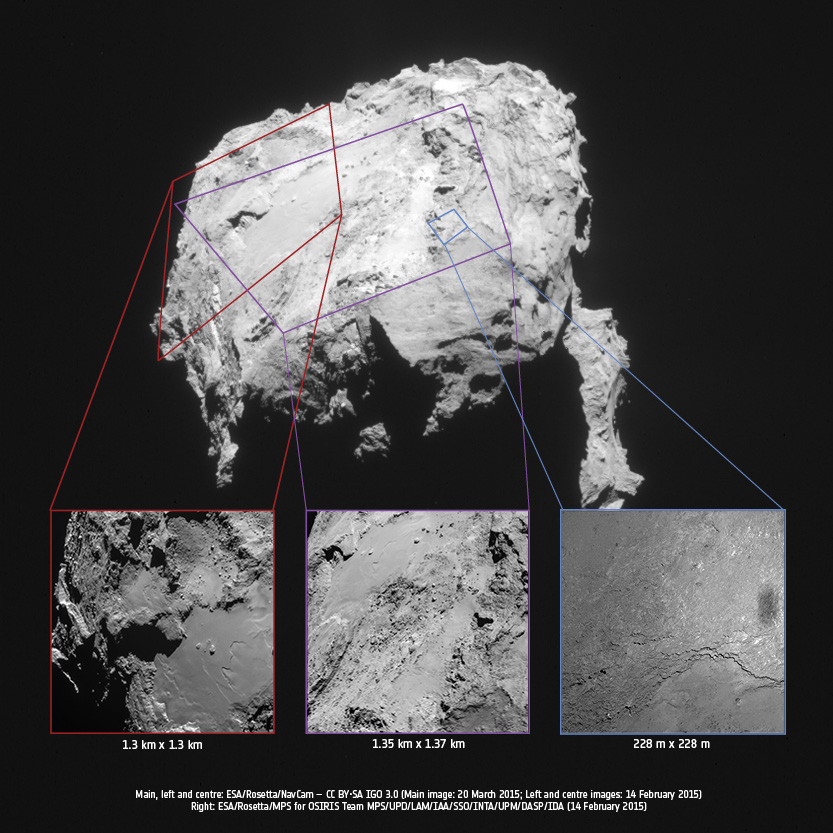
Darstellung der verschiedenen Formen der Oberfläche

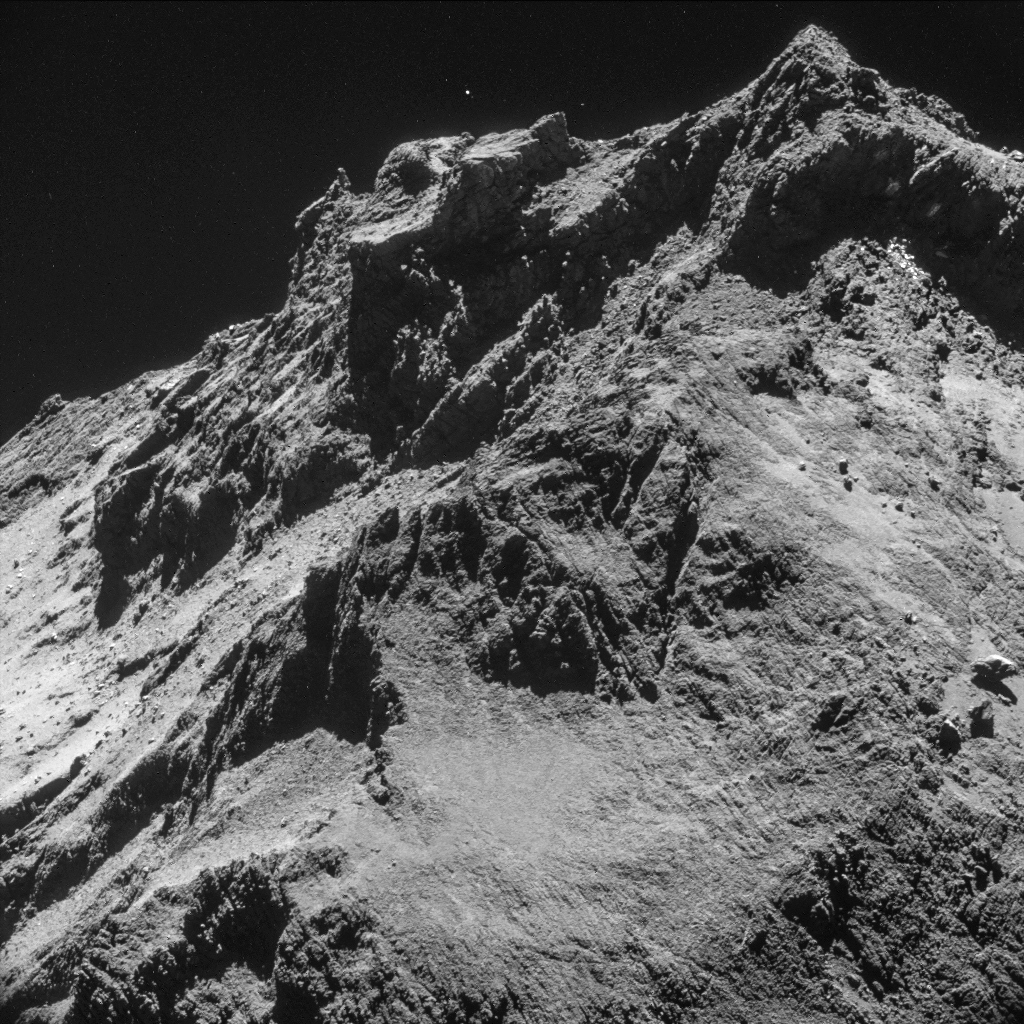
Zerklüftete Landschaft (NAVCAM)

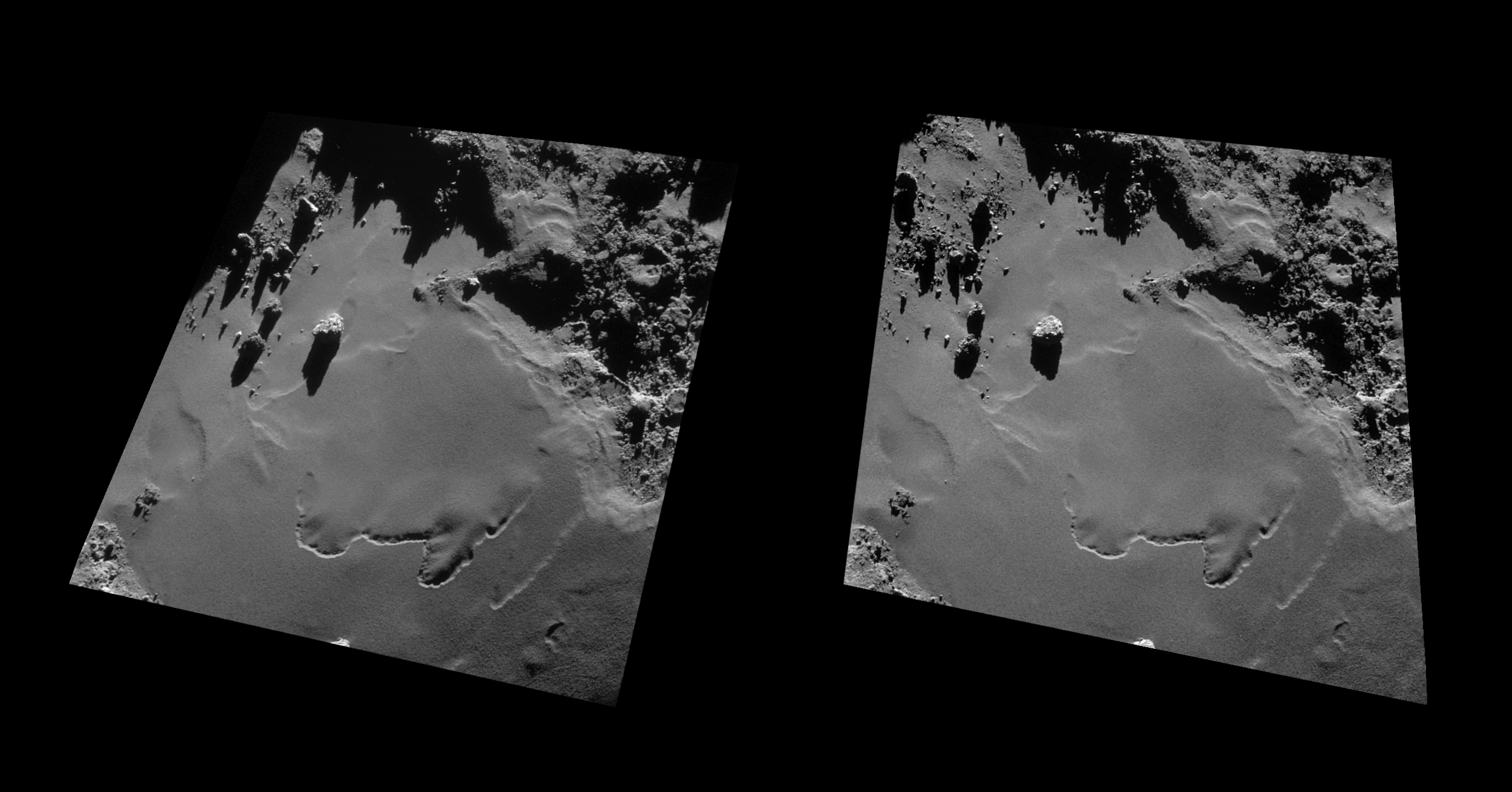
Umgebung des „Cheops-Felsbrockens“ (Stereoaufnahme)

Der Komet rotiert um seine erste Hauptträgheitsachse. Die Ausmaße und insbesondere das Volumen sind kleiner als nach den Hubble-Fotos angenommen. Die Masse wurde aus Doppler-Messungen von Rosettas Flugbahn um den Faktor drei auf (9982 ± 3) · 109 kg nach oben korrigiert. Die Dichte beträgt (533 ± 6) kg/m³, also etwa wie Kiefernholz. Diese Messungen im Entfernungsbereich 10 bis 100 km ergaben zudem eine homogene Massenverteilung, also keine Felsen oder größere Hohlräume. Vielmehr besteht der Komet durchgehend aus porösem, staubigem Eis. Die Porosität beträgt 72 bis 74 %, das Massenverhältnis von Staub zu Eis 4:1 (2:1 im Volumen). Spektral aufgelöste Bilder im Sichtbaren und im thermischen IR (Instrument VIRTIS) zeigten, dass die Oberfläche eisfrei ist und von organischem Material bedeckt, aber keine Anzeichen für Stickstoffverbindungen. Thermische Strahlung bei 0,5 mm und 1,6 mm Wellenlänge (Instrument MIRO) liefert die Temperatur knapp unterhalb der Oberfläche. Deren Variation mit der Rotation lässt auf einen Wärmeeindringkoeffizienten von 10 bis 50 J·K−1·m−2·s−1/2 und damit lockeres, wärmeisolierendes Material schließen. Das gleiche Mikrowellenspektrometer zeigte auch Wasser-Ausgasungen, hauptsächlich aus dem Nacken des Kometen, die im Zeitraum von Anfang Juni bis Ende August 2014 von 0,3 auf 1,2 kg/s anstiegen.
Massenspektrometrie (Instrument ROSINA) zeigte die Zusammensetzung der Ausgasungen: überwiegend Wasser und Kohlendioxid sowie das flüchtigere Kohlenmonoxid. Die Ausgasungen zeigen eine hohe Variabilität in Dichte und Zusammensetzung mit der Rotation des Kometen. Erstmals konnte auch molekularer Stickstoff in einer Kometenkoma gefunden werden. Das N2/CO-Verhältnis von (5,70 ± 0,66) · 10−3 ist um einen Faktor 20 bis 30 niedriger als für den protoplanetaren Nebel angenommen wird, was darauf schließen lässt, dass die Temperatur, bei der das Kometenmaterial kondensierte, höchstens 30 K betrug. Das D/H-Isotopenverhältnis schließlich ist etwa dreifach so hoch wie in irdischen Ozeanen – die Variabilität dieser Größe war schon von anderen Kometen bekannt.
Ferner wies Rosetta molekularen Sauerstoff nach. 2017 wurde dessen Herkunft im California Institute of Technology aufgezeigt. Das ausgasende Wasser wird ionisiert, indem es durch Strahlung der Sonne ein Elektron verliert. Das so entstandene Ion H2O+ wird durch Sonnenwind derart beschleunigt, dass es auf den Kometen prallt. Durch den Aufprall zerfällt nicht nur das Ion, sondern per Eley-Rideal-Mechanismus entsteht auch molekularer Sauerstoff aus Silikaten und Eisenoxiden der Oberfläche.
Fotos zeigen Jets, die manchmal plötzlich beginnen und Stunden bis Tage dauern. Sie bestehen aus Staub, von dem hauptsächlich die etwa mikrometergroße Fraktion sichtbar ist – feinerer Staub streut Licht nicht effektiv, zu größeren Partikeln hin fällt die Anzahldichte stark ab. Jets waren von früheren Kometenmissionen bekannt. Klar war, dass der Staub von Gasstrahlen getrieben ist, aber nicht, wie diese so kollimiert entstehen. Jetzt konnte einer der konkurrierenden hypothetischen Mechanismen – langsames Ausgasen erzeugt Hohlräume unter der relativ festen, eisfreien Kruste, bei deren Einsturz frische, eishaltige Oberfläche freigelegt wird – bestätigt werden: Es wurden in Gebieten, von denen Jets ausgingen, mehrere tiefe Gruben fotografiert.

## Erforschung mittels Lander Philae

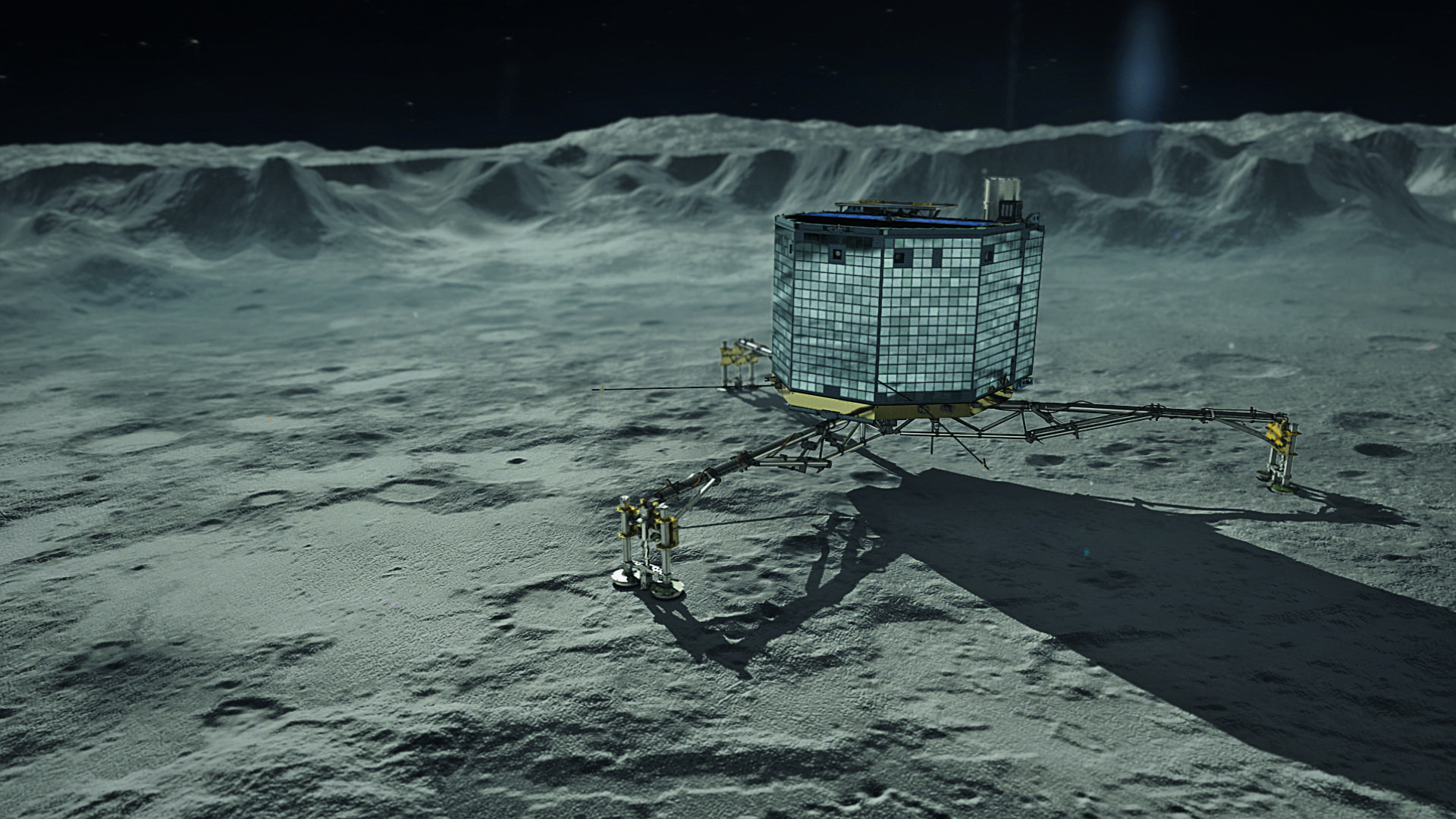
Darstellung des Landers Philae auf der Kometenoberfläche

Für Details zum Lander, seiner instrumentellen Ausstattung und zum Verlauf der Landung siehe Philae.
Forschungsziel war im Wesentlichen die Analyse des über vier Milliarden Jahre alten Materials, aus dem der Komet besteht. Unter anderem sollte zur Frage der Herkunft des irdischen Wassers das Eis des Kometen durch verschiedene physikalisch-chemische Messungen auf seine Isotopenzusammensetzung untersucht werden. Des Weiteren sollte das Kometeneis auf organische Verbindungen wie z. B. Aminosäuren untersucht werden, um der Beantwortung der Frage zur Herkunft des Lebens möglicherweise näher zu kommen.
Dazu ließ Rosetta am 12. November 2014 den Lander Philae auf den Kometen fallen. Vom vorgesehenen Landeplatz, der in Anlehnung an eine Nilinsel „Agilkia“ heißt, prallte der Lander ab und kam nach zwei weiten, sehr langsamen Hüpfern an einer „Abydos“ genannten, ungünstigen Stelle und in ungünstiger Lage zur Ruhe. In den 63 Stunden bis zum Erschöpfen der Primärbatterien des Landers wurde eine Reihe von Experimenten automatisch ausgeführt, Daten erfasst und über Rosetta zur Erde übertragen. Die Daten stammen von Agilkia, Abydos und – in Teamarbeit mit Rosetta – vom Inneren des Kometenkopfs. Eine erste Serie wissenschaftlicher Veröffentlichungen erschien im Juli 2015 in Science:
Während des Abstiegs und der Hüpfer wurden optische und Infrarotaufnahmen gemacht und mit Radar und Magnetometern sondiert. Die Magnetfeldmessungen ergaben, dass der Komet nicht magnetisiert ist, also zur Zeit seiner Bildung kein ausreichend starkes Feld vorhanden war, das die womöglich magnetisierten Partikel ausgerichtet hätte.
Die Aufnahmen der Abstiegskamera ROLIS zeigen, dass Agilkia von einer bis zu 2 m dicken Schicht Regolith bedeckt ist, mit Körnern von Zentimetern bis zu 5 m großen Blöcken. Die Nahaufnahmen sind rau bis zur Auflösungsgrenze von 1 cm pro Pixel, also ohne eine abgelagerte Sand- oder Staubschicht, was vermutlich die Folge von Bewegungen des Materials ist. Formen, die an Windverwehungen erinnern, werden als Folge von Erosion durch zurückfallende Partikel gedeutet.
Bei Abydos kam die Panoramakamera CIVA (im IR und sichtbaren Licht) zum Einsatz und zeigte gebrochen-felsige Strukturen mit variierendem Rückstrahlvermögen und Einschlüssen (in Wassereis) verschiedener Korngröße. Das MUPUS-Experiment setzte eine Thermosonde ein, um die Wärmeeindringkoeffizienten zu bestimmen. Der Wert von 85 ± 35 J·K−1·m−2·s−1/2 und das nur teilweise Eindringen des Temperaturfühlers in das überraschend feste Material – Druckfestigkeit größer 2 MPa – deutet auf schmutziges Eis mit einem Anteil von 30 bis 65 % feiner Poren hin.
Eine deutlich höhere Porosität von 75 bis 85 % für das Innere des Kometen lieferte die Durchleuchtung des Kometenkopfes mit Radiowellen (90 MHz) während Rosetta den Kometen umflog (bistatisches Radar, Laufzeit, Absorption, Kleinwinkelstreuung, Experiment CONSERT). Das Mineral/Eis-Volumenverhältnis wurde durch diese Messungen nur unsicher erfasst, 0,4 bis 2,6. Die räumliche Variation ist oberhalb der Auflösungsgrenze von einigen zehn Metern gering.
COSAC und Ptolemy sind Massenspektrometerexperimente für flüchtige bzw. höhermolekulare Verbindungen. Deren Messungen erfolgten 25 bzw. 20 Minuten nach dem ersten Bodenkontakt, also in etwa einem Kilometer Höhe. COSAC arbeitete im empfindlicheren Sniffing-Modus, also ohne vorherige Trennmethoden (u. a. in Enantiomere). Unter den 16 identifizierten Verbindungen waren Sauerstoff- und Stickstoffverbindungen, aber keine Schwefelverbindungen. Vier der Verbindungen, Methylisocyanat, Aceton, Propionaldehyd und Acetamid, waren zuvor noch nicht in Kometen nachgewiesen worden, aber ihr Vorkommen ist nicht überraschend.
Mit Ptolemy konnte ein Massenspektrum von Körnern, die auf den Lander gefallen waren, gewonnen werden. Das Material wurde im Massenspektrometer fragmentiert. Regelmäßige Abstände von 14 und 16 in m/z deuten auf -CH2- bzw. -O- als Strukturelement von Polymeren hin. Aromaten und Schwefelverbindungen kommen nicht vor, Stickstoffverbindungen in geringen Mengen.
Hinsichtlich der Entstehung von Tschurjumow-Gerassimenko vermuteten Forscher entweder eine Kollision zweier separater Körper oder eine besonders intensive Erosion an der Stelle des Kometen, die sich daraufhin zu einem „Hals“ entwickelt hat. Einen entscheidenden Erkenntnisgewinn diesbezüglich brachte die Analyse der hoch aufgelösten Kometenbilder der OSIRIS-Kamera von Rosetta, die zwischen dem 6. August 2014 und 17. März 2015 entstanden. Demzufolge sind wahrscheinlich im noch jungen Sonnensystem zwei Kometen zusammengestoßen und bildeten dabei den heute sichtbaren Doppelkörper, wobei die gemessene geringe Dichte und die gut erhaltenen Schichtstrukturen beider Kometenteile darauf hindeuten, dass der Zusammenprall sehr sanft und bei niedrigen Geschwindigkeiten erfolgt sein muss. Daraus ergeben sich auch wichtige Hinweise auf den physikalischen Zustand des frühen Sonnensystems vor etwa 4,5 Milliarden Jahren.

## Rosetta Ground Observation Workshop
Im Juni 2016 trafen sich 40 Forschungspartner in der Steiermark, um erd- und weltraumgestützte Beobachtungen abzugleichen und um Forschungsverfahren zu verbessern.

## Staub
Im September 2016 wurde, basierend auf In-situ-Messungen durch ein Rasterkraftmikroskop (MIDAS), über Korngrößen von 1 bis wenige zehn Mikrometer berichtet.

## Publikumsausstellung
Vom 9. Mai bis 12. September 2018 wurde im NHM Wien die Sonderausstellung „Kometen. Die Mission Rosetta“ gezeigt, die vom Deutschen Zentrum für Luft- und Raumfahrt (DLR) in Kooperation mit der Max-Planck-Gesellschaft erstellt und kostenlos überlassen wurde. Aufgestellt wurde ein etwa 4 m hohes Modell von Tschuri. Besonders dargestellt wird in Wien der Anteil Österreichs an der Mission, etwa mit dem Instrument MIDAS (Micro-Imaging Dust Analysis System) oder der Wärmeisolierung der Sonde.